# Rainer Tempel
Rainer Tempel (* 1971 in Tübingen) ist ein deutscher Jazz-Pianist, Bandleader und Komponist.

## Leben und Wirken
Tempel ist in Mössingen aufgewachsen und hat dort klassisches Klavier gelernt. Während der Schulzeit gründete er Rockbands. Mitte der 1980er Jahre bekam er ersten Kontakt zum Jazz und war Mitglied der Bigband und Combo der Jugendmusikschule in Mössingen.
1993 spielte er in der Uni Bigband Tübingen (unter Bobby Burgess). 1994 begann er das Studium des Jazzklaviers bei Martin Schrack am Meistersinger-Konservatorium der Stadt Nürnberg (1998 Diplomarbeit über Vince Mendoza). In den Folgejahren gründete Tempel mehrere Jazzformationen, für die er zahlreiche Kompositionen schrieb. Ebenso komponierte er auch für Theater wie zum Beispiel das Theater Lindenhof.
Mit folgenden Musikern spielt Rainer Tempel öfter zusammen: Matthias Erlewein, Joo Kraus, Frank Lauber, Frank Möbus, Axel Schlosser, Thomas Siffling, Claus Stötter; auch betreibt er ein Duo mit der Sängerin Fola Dada, das zwei Alben mit von Tempel komponierten Kunstliedern zu Texten von Edgar Allan Poe und Emily Dickinson vorlegte. Weiterhin war er Mitglied der Late Eight Bigband Stuttgart Klaus Graf (1997) und gehörte zu den Gruppen von Ron Spielman (2003), HQL de Souza (2006) sowie Dieter Thomas Kuhn & Band (2008). Er hatte Einzelauftritte mit Till Brönner, Wolfgang Haffner, Christof Lauer, Nils Landgren, Tom Rainey, Kurt Rosenwinkel, Sebastian Studnitzky, Kenny Wheeler, Norma Winstone, Nils Wogram und Claudio Puntin.
Er komponierte und arrangierte für die folgenden Klangkörper: NDR Bigband, hr-Bigband, Bigband Blechschaden, Zurich Jazz Orchestra, Sunday Night Orchestra & Efrat Alony, Württembergische Philharmonie Reutlingen, RIAS Big Band Berlin, Theater Lindenhof, Big Band der Hochschule Luzern, Ensemble Kontraste Nürnberg, Ron Spielman und Dieter Thomas Kuhn. Als Gastdirigent leitete er die Bigbands von NDR, hr sowie die Württembergische Philharmonie Reutlingen, das Orchester JMS Stuttgart, Würzburg Jazz Orchestra, Sunday Night Orchestra, Mannheim Jazz Orchestra, die Bobby Burgess Bigband Explosion, und das Orchester von Mamma Mia! im (Palladium Theater Stuttgart).
2001 trat neben die Tätigkeit als freiberuflicher Musiker eine intensive Lehrtätigkeit als Hochschulprofessor. Nachdem er von 2001 bis 2010 Professor für Bigband und Arranging an der Musikhochschule Luzern war, wurde er 2007 als Professor für Jazz-Komposition an die Staatliche Hochschule für Musik und Darstellende Kunst Stuttgart berufen. Seit 2014 ist er dort Fachbereichsleiter Jazz und Pop und Leiter des Studiengangs Jazz. Seit 2013 leitete er zudem in der Nachfolge von Bernd Konrad das Jugendjazzorchesters Baden-Württemberg. Weiterhin ist er seit 2022 Gastprofessor an der Hochschule für Musik und Darstellende Kunst Frankfurt am Main und einer der Ko-Leiter des dortigen Bigband-Studiengangs.
Tempel lebt mit seiner Familie in Tübingen.

## Preise und Auszeichnungen
Tempel erhielt den Jazzpreis Baden-Württemberg (2002). Auch war er Stipendiat der Kunststiftung Baden-Württemberg (2006).

## Diskographie (Auswahl)
- Modern Walkin'  Greatest Hits Vol. 1 (Satin Doll Productions, 1994)
- Melodies of '98 (Jazz4Ever, 1999)
- Finger Food, Way Out (Leicom, 2004)
- Woodwinds (Rodenstein, 2005)[9]
- Eleven (Rodenstein, 2008)
- Album 03 (Jazz'n'arts, 2009)
- Serious Fun (Jazz'n'arts, 2011)
- Rainer Tempel & die Ersatzbrüder Polyphonic (Rodenstein, 2013)[10]
- Rainer Tempel & Fola Dada Amherst, MA (Rodenstein, 2020)
- 3’00 (Rodenstein, 2022)[11]